# Шагалалъ
Шагалалъ (бивша Чаглинка) (на казахски: Шағалалы; на руски: Шагалалы) е река Казахстан, Акмолинска и Северноказахстанска област, вливаща се в езерото Шагалалътениз. Дължина 234 km. Площ на водосборния басейн 9220 km².
Река Шагалалъ води началото си от възвишението Акчеку в северната част на Казахската хълмиста земя, на 464 m н.в., на около 5 km югозападно от село Цурикомка в Акмолинска област. По цялото си протежение тече в посока североизток и север-североизток през най-северните части на Казахската хълмиста земя в широка и плитка долина, с пясъчно и отчасти тинесто дъно. Влива се от юг в безотточното сладководно езеро Шагалалътениз, разположено на 134 m н.в., в най-южната част на обширната Ишимска равнина. Основни притоци: Тусун, Ашчъозек (леви); Терсбутак, Кошкарбайка (десни). В района на град Кокшетау протича през сладководното езеро Копа, а южно от него е изградена преградната стена на Чаглинското водохранилище, снабдяващо с питейна вода град Кокшетау и околните селища. По течението на Шагалалъ в Акмолинска област са разположени град Кокшетау и сгт Алексеевка, в Северноказахстанска област – град Тайънша (бивш Красноармейск).